# John Taylor (bajista)

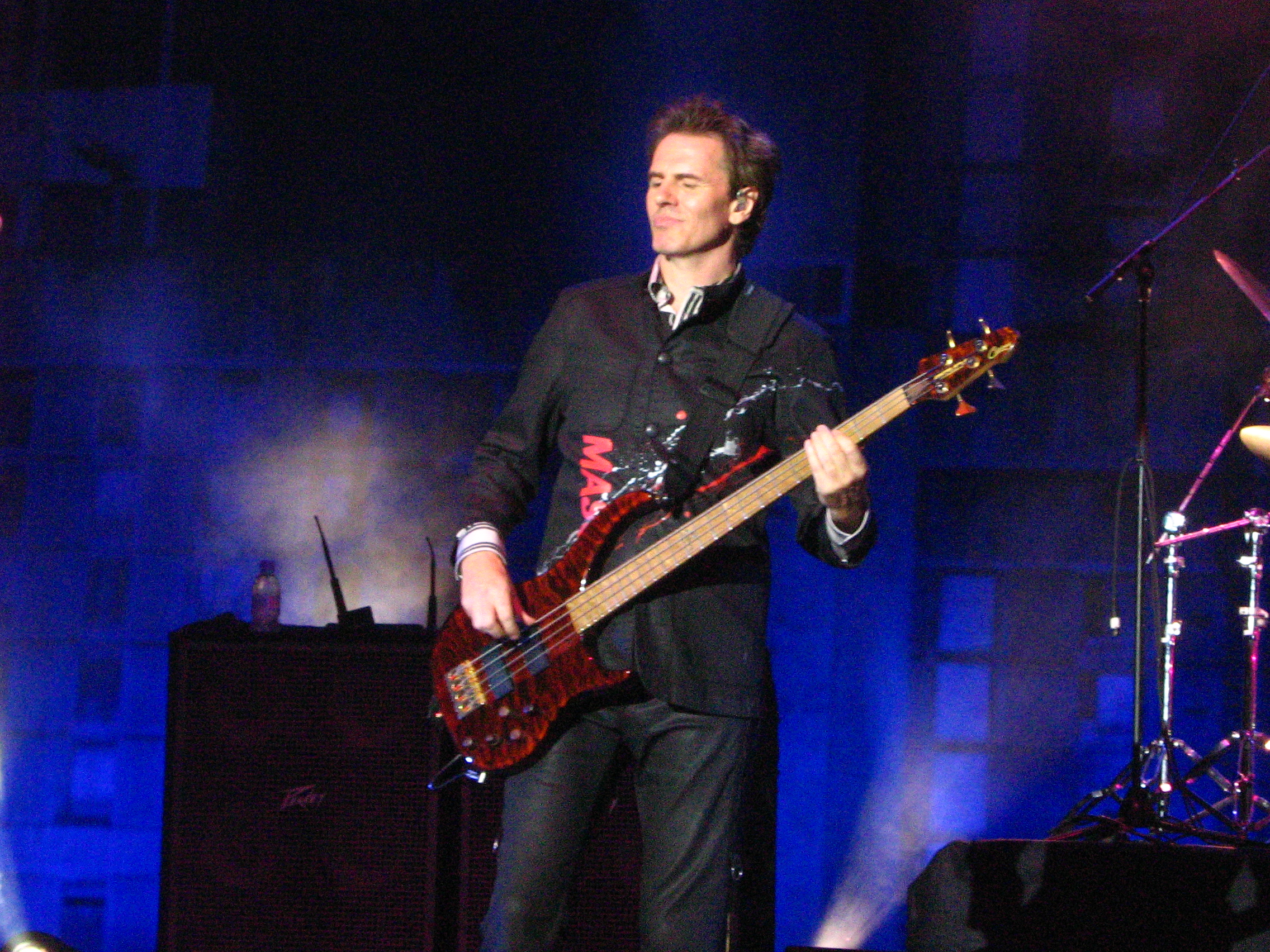
John Taylor

Nigel John Taylor (Birmingham, Inglaterra, 20 de junio de 1960) es un músico, cantante, compositor, productor y actor británico, principalmente conocido por ser el bajista y fundador de la exitosa banda new wave Duran Duran. Es uno de los bajistas más destacados de su país.[cita requerida]

## Biografía
Duran Duran fue una de las bandas más populares del mundo durante la década de 1980 debido en parte a sus revolucionarios vídeos musicales que se reprodujeron sin fin los primeros días de MTV. Taylor tocó con Duran Duran desde su fundación en 1978 hasta 1997, cuando partió para seguir una carrera como solista y actor. Grabó una docena de lanzamientos en solitario (álbumes, EP y proyectos musicales) a través de su sello discográfico privado B5 Records durante los primeros cuatro años, tuvo un papel principal en la película Sugar Town e hizo apariciones en media docena de otros proyectos cinematográficos. Se unió a Duran Duran para una reunión de los cinco miembros originales del grupo en 2001 y desde entonces ha permanecido con el grupo. Los miembros permanentes actuales de Duran Duran son Simon Le Bon, John Taylor, Nick Rhodes y  Roger Taylor.
Creció y se desarrolló en su ciudad natal. John era católico, y asistía a una escuela de la Iglesia católica. Siempre fue fanático de la banda de glam rock Roxy Music.
Comenzó su carrera en Birmingham a principios de los años 1980, y a pesar de que su fama mundial durante los 80 y mediados de los 90 viene de Duran Duran, también fue parte de reconocidas agrupaciones como The Power Station (con Robert Palmer, Tony Thompson y Andy Taylor,) The Neurotic Outsiders (con Steve Jones de los Sex Pistols, Duff McKagan y Matt Sorum de Guns N' Roses) y su más reciente "Terroristen", con quienes se presentó en Life en el Village. 
Tras abandonar Duran Duran a finales de los 90, volvió en 2002 a reunirse con toda la formación original para grabar el álbum "Astronaut" (2004), al que siguió una gira mundial.
Tras la marcha del guitarrista Andy Taylor por diferencias creativas con el resto de la banda, volvió a los estudios con Duran Duran y el productor de hip hop Timbaland para grabar el disco "Red Carpet Massacre" (2007), que también incluye la colaboración de Justin Timberlake, y que lanzaron con una serie de conciertos en Broadway.
A finales de 2008, John Taylor y Duran Duran se encontraban en las últimas fechas de la gira mundial de "Red Carpet Massacre" por Sudamèrica.
En diciembre de 2010, la banda lanzó su álbum de estudio 13, All You Need is Now, en su propio sello discográfico, Tapemodern. Inicialmente, una versión abreviada se le ofreció a iTunes, pero el álbum físico llegó a las tiendas en marzo de 2011. Hasta la fecha, All You Need is Now ha generado críticas positivas para la banda.
Se ha casado dos veces: la primera con Amanda De Cadenet con la cual tuvo una hija que se llama Atlanta Noo, nacida el 31 de marzo de 1992. Su segunda mujer, Gela Nash es una famosa diseñadora de moda estadounidense, fundadora de Juicy Couture.
John Taylor posee varios tatuajes. En su brazo derecho tiene dos grandes "D" (símbolo de Duran Duran), en el brazo izquierdo una "G" estilizada (inicial del nombre de su actual esposa Gela y aparte la frase "Disciplina de amor" (título de una canción de Robert Palmer).